# 어 퓨 굿 맨
《어 퓨 굿 맨》(영어: A Few Good Men)은 롭 라이너가 연출한 1992년에 공개된 미국의 법률 드라마 영화이며, 에런 소킨의 동명의 희곡의 각본을 각색하였다. 영화는 동료 해병대원을 살해한 혐의로 기소된 두 해병대원의 군법 회의와 이들을 변호하는 변호사들의 고난을 다루고 있다.

## 줄거리
신참 군법무관인 대니얼 캐피중위는 전직 법무장관 아버지 슬하에서 하버드 법과대학원(Harvard Law School)을 졸업한 능력있는 법률가이다. 그러나 타고난 법률가적 능력을 감추고 열정없이 일을 대충 끝내고 소프트볼을 하기 바쁘다. 단 몇 달만에 40개의 사건을 법정밖 합의(out-of-court settlement)로 대충 처리하고 넘어가는 캐피는 해군 상부의 고위장교들의 의뢰로 관타나모기지에서 일어난 살인사건 변호팀을 맡게 된다.
미 관타나모 기지는 미국의 적국 쿠바에 둘러싸인 기지로 해병대 부대가 위치하고 있다. 해병대 부대 지휘관인 제셉대령은 산티아고 일병이 감찰부, 상원의원 등 군내외 사람들에게 편지를 써 내부의 일을 알리며 전출을 요구하는 등 지휘체계를 무시하는데 매우 분노하는데, 부대원에게 따돌림을 받는 산티아고 일병의 전출요청에 대해 전출시키자는 참모장의 건의를 묵살하고 소대장 캔드릭 중위에게 산티아고를 '훈련'(Code Red)을 시킬 것을 명령한다. 산티아고 일병은 같은 소대원 2명에게 코드레드(일종의 얼차려) 당하다 사망하고 그 2명은 살인 등 여러 가지 혐의로 군법회의에 회부된다. 그리고 얼마후 국가안보위원회로의 영전이 예정되어 있는 제셉대령은 그간의 사실을 은폐하고 2명의 병사에게만 책임을 지운다. 타고난 법감각을 가진 캐피중위는 처음에 어려운 싸움임을 직감하고 검사측과 가능한 최선의 타협을 하려고 하지만 결국 정의를 추구하는 조앤소령과 함께 진실을 밝히기 위해 법정에서 싸우게 된다. 이들 변호팀의 헌신적인 노력으로 제셉대령은 법정에서 스스로에게 올가미를 씌우고 캔드릭 중위와 함께 수감된다. 명예를 목숨처럼 생각하고 상관의 명령에 복종해서 사건을 저질렀던 두 해병은 마침내 살인혐의를 벗게 되지만 불명예제대를 한다.

## 출연
- 톰 크루즈 - 미 해군 법무병과 대니얼 캐피 중위. 1964년생 6월 8일생으로 보스턴에서 출생. 아버지는 라이오닐 캐피(Lionel Kaffee)로 해군 법무감(U.S. Navy Judge Advocate General, 중장)과 연방 법무장관(U.S. Attorney General)을 지낸 저명한 법률가로 1985년 사망. 해군 장학금으로 하바드 법과대학원을 졸업한 신참 법무장교.
- 잭 니컬슨 - 미 해병 네이던 R. 제셉 대령. 쿠바 관타나모기지의 해병 지휘관이며, 해병 정신에 충실한 전형적인 해병 장교. 사병이 군내외로 내부정보를 흘리면서 전출을 원하자 친구이자 참모장인 마킨슨 중령의 전출조언을 일축하고 소대장에게 코드 레드를 명한다. 고속승진을 하며 장래를 촉망받던 제셉 대령은 이 명령이 뜻하지 않게 살인사건으로 비화하자 그간의 사실을 모두 치밀하게 은폐하고 모든 책임을 부하인 두 병사에게 지운다.
- 데미 무어 - 미 해군 법무병과 조앤 갤러웨이 소령. 해군 수사관이자 변호사.
- 케빈 베이컨 - 미 해병 검찰관 잭 로스 대위. 국가와 해병을 대표해서 두 사병을 기소한 검찰관. 캐피 중위와 오랜 친구로 사건의 내용을 이해하고 캐피 중위와 형량을 타협하지만 계속 고급장교인 제섭 대령과 해병을 변론하는데 급급하다. 결국 제셉 대령의 Code Red를 지시했다는 부주의한 인정으로 사실상 패소하게 된다.
- 키퍼 서덜랜드 - 미 해병 조너던 제임스 켄드릭 중위. 26세의 조지아주 출생의 해군사관학교 출신으로, 주인공 해병 병사들의 소대장이다. 오직 하나님과 제셉 대령에게만 보고한다는 해병 장교의 전형적인 인물이다.
- 케빈 폴락 - 미 해군 법무병과 샘 와인버그 중위. 캐피 중위 갤러웨이 소령과 더불어 변호팀의 한 명. 갓 난 딸아이의 아버지. 절대로 나서지 않고 타협으로 적당히 끝내려는 변호사의 전형.
- 울프갱 보디슨 - 미 해병 해럴드 W. 도슨 상병
- 제임스 마셜 - 미 해병 로든 다우니 일병
- J. T. 월시 - 미 해병 매튜 A. 마킨슨 중령. 제셉 대령의 해군사관학교 동기 같이 임관하고 베트남전쟁에도 같이 참전했지만 진급에서 밀려서 현재 지휘관 제셉 대령의 참모장으로 근무하고 있다. 해병대와 양심 사이에 고민하다가 권총으로 자살한다.
- J. A. 프레스턴 - 미 해병 재판장 줄리어스 알렉산더 랜돌프 대령
- 마이클 디로렌조 - 미 해병 윌리엄 A. 산티아고 일병
- 노아 와일 - 미 해병 상병 제프리 오언 반스 상병
- 쿠바 구딩 주니어 - 미 해병 칼 에드워드 햄메이커 상병
- 잰더 버클리 - 미 해군 법무병과 휘태커 대령
- 맷 크레이븐 - 미 해군 법무병과 데이브 스프레들링 중위
- 존 M. 잭슨 - 미 해군 법무병과 웨스트 대위
- 크리스토퍼 게스트 - 미 해군 내과 군의관 스톤 중령
- 조슈아 맬리나 - 미 해병대 제셉의 전속 부관
- 애런 소킨 - 술집에서 자랑하던 변호사

## 한국판 성우진

### MBC (1996년 1월 1일)
- 김도현 - 캐피 중위(톰 크루즈)
- 박일 - 제셉 대령(잭 니콜슨)
- 윤소라 - 겔로웨이 소령(데미 무어)
- 이윤연 - 로스 대위(케빈 베이컨)
- 김기현
- 김명수
- 탁재인
- 이인성
- 권혁수
- 이병식
- 손원일
- 안지환
- 최원형
- 안장혁
- 조예신
- 변종필
- 박지훈
- 이진홍
- 안종덕
- 임유진

### KBS (2001년 12월 31일)
- 홍시호 - 캐피 중위(톰 크루즈)
- 이완호 - 제섭 대령(잭 니콜슨)
- 송도영 - 조 갤러웨이 소령(데미 무어)
- 김준 - 잭 로스 대위(케빈 베이컨)
- 성완경 - 켄드릭 중위(키퍼 서덜랜드) / 휘태커 대위(잰더 버클리)
- 홍승섭 - 샘 와인버그(케빈 폴락)
- 김영진 - 다우니 일병(제임스 마샬) / 윌리엄 산티아고 일병(마이클 데로렌초)
- 장승길 - 마킨슨 중령(J.T. 월시) / 번즈 상병(노아 와일리)
- 온영삼 - 랜돌프 판사(J.A. 프레스톤)
- 유민석 - 웨스트 대위(존 M. 잭슨) / 스톤 중령(크리스토퍼 게스트) / 루터(해리 캐서)
- 강미형 - 지니 밀러(다우니의 이모)(모드 윈체스터)
- 김익태 - 깁스 대위(데이빗 보우)
- 문관일 - 칼 햄메이커 상병(쿠바 구딩 주니어)
- 류다무현 - 도슨 일병(울프갱 보디슨) / 데이브 대위(맷 크레이븐)

## 제작
관타나모 기지에서 준상병 David Cox와 같은 부대원 9명은 해군범죄수사대(Naval Criminal Investigative Service)에 밀고한 동료 해병을 묶고 심하게 구타했다. 이들은 기소됐지만 David은 나중에 명예 전역을 했고 1994년 갑자기 사라졌지만 3달 후 총상을 입은 시신으로 발견되었고 이 사망 사건은 미제사건이 되었다. 당시에도 지휘관 해병대령이 영화에서처럼 code red를 지시하지 않았느냐하는 논란이 있었지만 결국 무혐의로 마무리 되었다.

## 같이 보기
- JAG (드라마)